# Quân khu Việt Bắc
Quân khu Việt Bắc được thành lập theo Sắc lệnh 017-SL ngày 03/6/1957 của Chủ tịch Hồ Chí Minh (cùng với các quân khu và khu Tây Bắc, Đông Bác, Tả Ngạn, Hữu Ngạn và Quân khu 4).
Chính uỷ, Bí thư Khu ủy đầu tiên của Quân khu Việt Bắc là thượng tướng Chu Văn Tấn (1910-1984) nguyên là Bộ trưởng Bộ Quốc phòng đầu tiên của Quân đội Nhân dân Việt Nam.
Tư lệnh đầu tiên của Quân khu Việt Bắc là thiếu tướng Lê Quảng Ba (tên thật là Đàm Văn Mông, 1914-1988).